# Confiteria Vicens
La Confiteria Vicens va ser una antiga confiteria a la ciutat de Solsona.
Aquest establiment estava situat a la plaça Major de Solsona n.7, als baixos de la casa anomenada Tomàs Mosset als anys trenta. Estava regentada per Josep Vicens i Llavall. El seu fill, Josep Maria Vicens Purgimon, seria un reconegut fotògraf de Solsona. Posteriorment, als anys cinquanta la confiteria passaria a ser la pastisseria de Cal Roses. Ja més endavant, el 1964 s'hi obriria la pastisseria de Cal Massana, reconeguda per la seva especialitat: la coca de croissant.